# Wahpeton
Wahpeton /wakhpe, 'leaf';  tonwan (francuski nazal n), 'a village'; = 'dwellers among leaves'; Hodge), jedno od 7 glavnih plemena Sioux Indijanaca, i jedno od 4 uže grupe Santee Sioux. Uz Santee plemena Mdewakanton, Sisseton i Wahpekute Hennepin (1680) ih locira u području uz jezero Mille Lac u Minnesota|Minnesoti. Prema Lewis & Clarku (1804) oni žive na rijeci Minnesota, a prema Pikeu (1806) iz toga kraja odlaze zbog lova na Mississippi i Rum river, a ponekad slijede bizone na preriji. Godine 1862. učestvuju u ustanku i masakru u Minnesoti.

## Etnografija
Sela Wahpetona su kožni tepee-šatori. Uz lov na bizone bave se i uzgojem kukuruza. 
Od starih bandi spominju se: Wakpaatonwan i Otekhiatonwan kod Lewisa & Clarka; Inyancheyakaatonwan i Inkpa, Parker (Minn. Handbk.,140, 1857); Ashley (15th Rep. B. A. E., 216, 1897, and letters) nabraja: Inyancheyakaatonwan, Takapsintonwanna, Wiyakaotina, Otechiatonwan, Witaotina, Wakpaatonwan, Chankaghaotina, Inkpa, Mdeiyedan, Inyangmani.

## Danas
Danas sa Sisseton Indijancima žive na rezervatima Lake Traverse ili Sisseton u Južnoj Dakoti, Devil’s Lake u Sjevernoj Dakoti, te dijelom na rezervatu Fort Peck među Assiniboinima.

## Vanjske poveznice
- Wahpeton Indian Tribe History